# Bob MacMillan
Robert Lea „Bob“ MacMillan (* 3. September 1952 in Charlottetown, Prince Edward Island) ist ein ehemaliger kanadischer Eishockeyspieler und -scout, der im Verlauf seiner aktiven Karriere zwischen 1970 und 1985 unter anderem 784 Spiele für die New York Rangers, St. Louis Blues, Atlanta Flames bzw. Calgary Flames, Colorado Rockies bzw. New Jersey Devils und Chicago Black Hawks in der National Hockey League (NHL) sowie 170 weitere für die Minnesota Fighting Saints in der World Hockey Association (WHA) auf der Position des rechten Flügelstürmers bestritten hat. Im Jahr 1979 erhielt MacMillan die Lady Byng Memorial Trophy. Sein älterer Bruder Billy MacMillan und sein Sohn Logan MacMillan waren ebenfalls professionelle Eishockeyspieler.

## Karriere
MacMillan spielte während seiner Juniorenzeit bei den St. Catharines Black Hawks in der Ontario Hockey Association (OHA), zusammen mit Marcel Dionne. Obwohl ihn die New York Rangers aus der National Hockey League (NHL) beim NHL Amateur Draft 1972 bereits in der ersten Runde als 15. auswählten, zog er es vor in der neu gegründeten World Hockey Association (WHA) für die Minnesota Fighting Saints zu spielen.
Nach zwei ordentlichen Jahren in Minnesota versuchte er es doch in der NHL, doch in der Saison 1974/75 bekam er nur 22 Einsätze, bei denen er nicht die erhoffte Leistung zeigen konnte. So spielte er meist in der American Hockey League (AHL) bei den Providence Reds. Nach der Saison gab man ihn an die St. Louis Blues ab. Hier schaffte er es sich einen Stammplatz zu erarbeiten. Nach einem ordentlichen Jahr war er in seiner zweiten Saison 1976/77 bester Scorer der Blues. Doch im Laufe der folgenden Spielzeit wurde er mit Yves Bélanger, Dick Redmond und einem Zweitrunden-Wahlrecht im NHL Entry Draft 1979 zu den Atlanta Flames geschickt, die im Gegenzug Phil Myre, Curt Bennett und Barry Gibbs nach St. Louis abgaben.
Schon in den 52 Spielen, die er in der Saison 1977/78 für die Flames spielte, zeigte er mit 52 Punkten seine Gefährlichkeit. Nach Ende der Saison spielte er für die kanadische Nationalmannschaft bei der Weltmeisterschaft 1978 und belegte mit seinem Team den dritten Platz. Die Saison 1978/79 wurde zum erfolgreichsten Jahr seiner Karriere. In einer Sturmreihe mit Guy Chouinard, der in dieser Saison 50 Tore erzielte, brachte er es auf 108 Scorerpunkte und belegte den fünften Platz in der NHL-Scorerliste. Da er hierbei nur 14 Strafminuten absitzen musste, wurde er mit der Lady Byng Memorial Trophy ausgezeichnet. Nach einer weiteren Saison in Atlanta zog das Team um und spielte fortan als Calgary Flames. MacMillan blieb weiter torgefährlich, konnte aber nicht an die Leistungen in Atlanta anknüpfen. 
So wurde er im November 1981 zusammen mit Don Lever im Tausch gegen Lanny McDonald an die Colorado Rockies abgegeben. Nach Ende der Saison 1981/82 zog auch dieses Team um. Auch bei den New Jersey Devils waren er und Lever unter den besten Scorern. Mit Bill MacMillan war sein neun Jahre älterer Bruder im ersten Jahr in New Jersey sein Trainer. Die Chicago Black Hawks gaben zwei Spieler und ein Zweitrunden-Draftrecht an die Devils ab, mit dem diese Eric Weinrich holten. Doch MacMillan bestritt nur 38 Spiele für Chicago, bevor er seine NHL-Karriere beendete. Anschließend arbeitete er mehrere Jahre als Scout für sein Ex-Team Calgary Flames und war kurzzeitig als Trainer im Amateureishockey in seiner Geburtsstadt tätig.

## Erfolge und Auszeichnungen
- 1978 Bronzemedaille bei der Weltmeisterschaft
- 1979 Lady Byng Memorial Trophy

## Karrierestatistik

### International
Vertrat Kanada bei:
- Weltmeisterschaft 1978

(Legende zur Spielerstatistik: Sp oder GP = absolvierte Spiele; T oder G = erzielte Tore; V oder A = erzielte Assists; Pkt oder Pts = erzielte Scorerpunkte; SM oder PIM = erhaltene Strafminuten; +/− = Plus/Minus-Bilanz; PP = erzielte Überzahltore; SH = erzielte Unterzahltore; GW = erzielte Siegtore; 1 Play-downs/Relegation; Kursiv: Statistik nicht vollständig)